# Raino Armas Koskenkorva
Raino Armas Koskenkorva (* 6. Dezember 1926 in Kotka; † 24. Dezember 2013) war ein finnischer Radrennfahrer.

## Sportliche Laufbahn
Koskenkorva war Teilnehmer der Olympischen Sommerspiele 1952 in Helsinki. Im olympischen Straßenrennen wurde er beim Sieg von André Noyelle als 42. klassiert. Die finnische Mannschaft mit Koskenkorva, Paul Backman, Paul Nyman und Ruben Forsblom kam nicht in die Mannschaftswertung.